# Феријере (Пјаченца)
Феријере (итал. Ferriere) је насеље у Италији у округу Пјаченца, региону Емилија-Ромања.
Према процени из 2011. у насељу је живело 314 становника. Насеље се налази на надморској висини од 647 м.

## Становништво
Према резултатима пописа становништва 2011. у општини је живело 1.425 становника.
| 1931. | 1936. | 1951. | 1961. | 1971. | 1981. | 1991. | 2001. | 2011. |
| ----- | ----- | ----- | ----- | ----- | ----- | ----- | ----- | ----- |
| 6.142 | 6.305 | 6.469 | 5.493 | 3.629 | 3.146 | 2.675 | 2.010 | 1.425 |